# Charles Oman
Charles Oman, född 12 januari 1860, död 23 juni 1946, var en brittisk historiker.
Oman blev professor i nyare historia i Oxford 1905. Hans omfattande författarskap rörde främst krigshistoria, där han var en betydande auktoritet. Bland Omans verk märks History of the art of war in the middle ages (1885) och History of the peninsular war 1807–13 (7 band, 1902–30) som behandlar de napoleonska krigen på Iberiska halvön. Han behandlade vidare i The political history of England tiden 1377–1485. Oman var även verksam som politiker.